# Skanderbeg
|  | Per a altres significats, vegeu «21a Divisió de Muntanya Waffen SS Skanderbeg». |

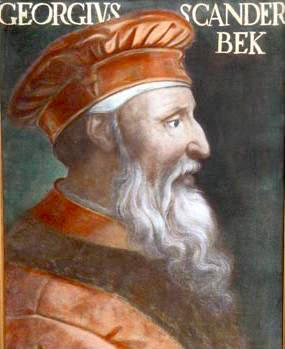
Skanderbeg

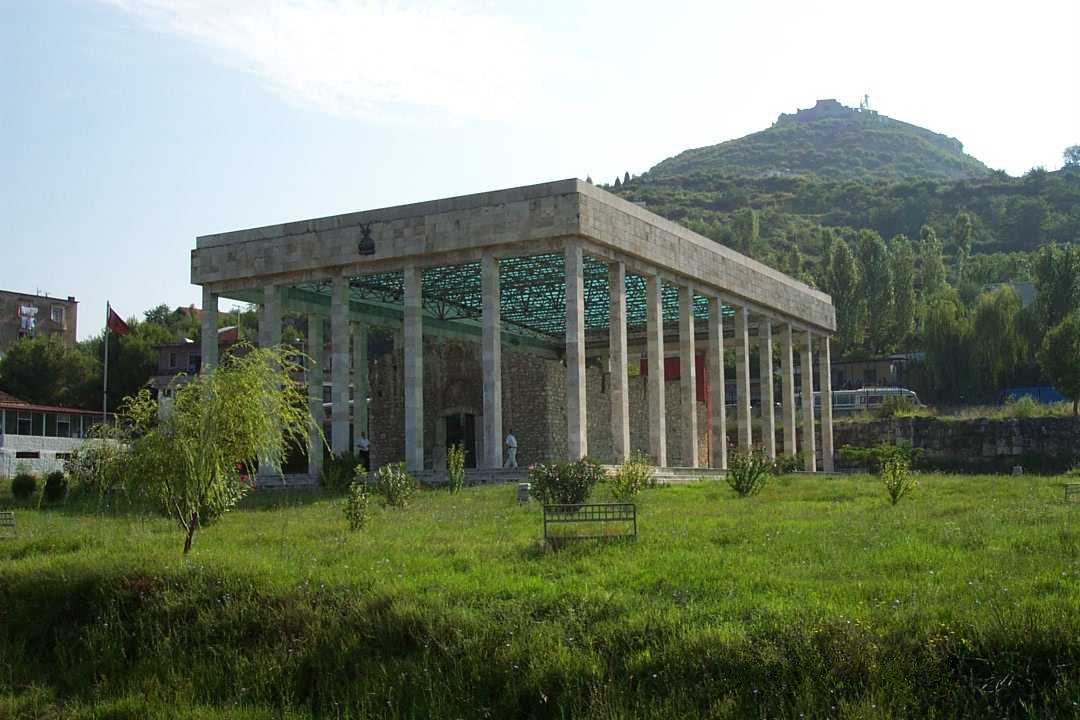
Tomba de Skanderbeg a Lezhë.

Gjergj Kastrioti (catalanitzat Jordi Castriota, 1405 - 17 de gener de 1468, Lezhë), més conegut com a Skanderbeg o Scanderbeg (en albanès Skënderbeu) fou un príncep albanès. Esdevingué famós, i encara avui és admirat, per la seva defensa de territoris que avui són Albània, Macedònia del Nord, Grècia, Kosovo, Montenegro, i Sèrbia de la conquesta de l'Imperi Otomà.
Els albanesos el consideren el seu heroi nacional. La família, o clan, dels Castriota (Kastriota) havia suplantat la família Balsha en l'hegemonia sobre l'Albània del nord, i tenia capital a Matia. El 1385 havia reconegut la sobirania otomana i el seu pare Joan Castriota (en albanès Gjon, en turc Tovan) havia servit de tampó entre els venecians de Shkodër i els otomans. Els Castriota, tot i ser vassalls otomans, estaven en bones relacions amb els venecians, dels quals depenien per la importació de sal, vital per a l'economia de l'època.

## Biografia
Gjergj era el fill petit de Vojsava i del príncep Gjon Kastrioti (mort el 1442), el qual estava en guerra quasi permanent amb els turcs des del 1407 i als que va intentar arrabassar Croia. La família tenia quatre fills i una filla. Dels anys 1415 al 1423, després de dues derrotes del seu pare, els quatre germans foren enviats a la cort del sultà d'Adrianòpolis en qualitat d'ostatges, on Jordi seria reclutat i entrenat per l'exèrcit otomà.
Els otomans li van donar el nom اسکندر بگ (İskender bey o İskender beğ), que significa "Senyor Alexandre", o "Líder Alexandre". Skënderbeu i Skënderbej en són les versions en albanès, llengua en la que Skander significa "Alexandre". La forma completa del seu sobrenom és Arnavutlu İskender Bey (en albanès Skënderbeu Shqiptari, en català Skanderbeg l'Albanès).
L'abril de 1428 Skanderbeg restava encara a Turquia, i el seu pare va expressar als venecians el seu temor que el fill, que ara era musulmà, fos enviat pels turcs per fer-se càrrec del seu principat, i efectivament poc després els turcs van cedir a Jordi un timar proper dels territoris de Yuvan-Ili i el 1438 fou nomenat bei de Murad II i subashi de Krujë (Croia) i enviat de bell nou a la seva Albània natal; Jordi encara va demanar Mysja (Mus), Skuria i Jonima (que eren dominis del seu pare i s'havien constituït en ziamet) però per l'oposició d'un sandjakbeg veí (segurament el d'Ochri) no se li va concedir. Encara el mateix any 1438, nou pobles segregats del domini del seu pare foren cedits a Andreu Karlo. Des de 1431 alguns senyors que havien rebut timars o feus a Albània s'havien revoltat.
Quan els hongaresos derrotaren els turcs el 25 de desembre de 1443 a la batalla de Zlatitsa, Skanderbeg i altres senyors albanesos traïren al soldà. Segons un relat, Skanderbeg va abandonar al beglerbegi Kasim al camp de batalla quan aquest fou derrotat a Nish el 1443 i es va dirigir a Croia o Krujë de la que es va apoderar el 27 de novembre de l'any 1443 i l'endemà caigueren definitivament les forces del soldà que hi eren destinades. A finals del 1443 va abjurar de l'islam. L'1 de març de 1444, sota patronatge de Venècia, Skanderbeg fundà la Lliga de Lezhë, una federació per a la defensa d'Albània contra els turcs de la que fou nomenat cap. El Papa el va reconèixer com a croat. Amb aquesta aliança, Skanderbeg dugué a terme una reeixida guerra de 18 anys contra els otomans, els quals no aconseguiren instal·lar-se al nord i al centre d'Albània. Disposava d'uns dos mil soldats i podia reunir fins a un màxim de deu mil amb els dels altres senyors albanesos, cosa que el va obligar a fer una guerra de guerrilla, utilitzant com a bases algunes fortaleses disperses com Stelush, Petrella i la mateixa Croia, on hi havia guarnicions dels seus aliats estrangers, venecians i més tard catalans o napolitans.
Fins al 1448 els otomans no van considerar la revolta com seriosa i van evitar els combats; fins i tot el 1447 es va aliar a les forces otomanes locals per arrabassar Dagno als venecians, territori que també reclamava el sultà; a l'estiu del 1448 les forces otomanes van ocupar Svetigrad (Kodjadjik Hisari) i van avançar cap a Croia que fou assetjada. Skanderbeg va renunciar a Dagno per tractat de 4 d'octubre de 1448 i els turc van marxar cap a Sofia al saber la invasió de territori turc per part d'Hunyadi. El 1449 va intentar recuperar Svetigrad junt al cap Mois Dibra, però foren rebutjats. El 1450 Murad va retornar a assetjar Croia (estiu) però la fortalesa va resistir i Skanderbeg, retirat a les muntanyes, va fer atacs contra els assetjants, i aquestes es van retirar al cap de quatre mesos i mig. Si bé el setge es va aixecar els otomans van mantenir un bloqueig de la zona i Skanderbeg va oferir la cessió de Croia a Venècia, però al no obtenir l'acord, va fer aliança amb el rei català de Nàpols, Alfons el Magnànim, reconeixent la sobirania del rei (26 de març de 1451) al que entregaria Croia rebent subsidis de 1500 ducats en espècie i li entregà terres del sud d'Itàlia per tal de millorar el finançament de la guerra.
Aquesta aliança va desagradar a Venècia que va pressionar a alguns caps albanesos els quals van tornar a l'aliança amb els otomans, com Pau Dukagin (Pavlo Dukagin) que s'havia revoltat el 1449 Mois Dibra, Jordi Balsha, i Hamza Castriota (nebot de Skanderbeg).
L'any 1451 Skanderbeg es casà amb Donika, filla del príncep de Vlora i Kanina, Gjergj Arianiti. El 1456 nasqué el seu fill Gjon.
El 1456 Skanderbeg va visitar al rei Alfons a Nàpols. El 1455 amb el suport d'uns mil napolitans, va assetjar Berat però fou rebutjat per reforços manats per Evrenos Isa Beg i la major part dels italians van morir en la batalla (26 de juliol de 1455). L'any següent va obtenir una suposada victòria sobre els otomans als que hauria causat deu mil morts, però Mois Dibra i Hamza restaven al bàndol otomà i Dibra va cedir als turcs la fortalesa de Modric; sembla que en aquest temps Skanderbeg mirava d'apoderar-se dels territoris dels altres caps albanesos. El 1457 Croia fou atacada per Isa Beg, probablement el fill del governador Ishal Beg d'Uskub i Skanderbeg va respondre atacant el seu campament a Albulena prop de la muntanya Tumenish, on va fer presoner a Hamza. Aquesta victòria fou molt celebrada a Itàlia i el Papa el va nomenar "Capità General de la Mar Sagrada" i li va enviar 500 ducats. El rei Alfons va morir el 1458 i el nou rei Ferran no li va donar el mateix suport, i el va cridar a Itàlia, com a qualsevol vassall, per combatre una revolta.
El 1460 va reconèixer la sobirania otomana igual ho van fer altres caps albanesos i pactà un cesseu el foc de tres anys amb el soldà Mehmet II pel que s'obligava a participar en les campanyes otomanes, pagar un tribut anual amb cabres i proveir de nois joves pels geníssers. Com que romania lleial a Nàpols, va anar a Itàlia el 1461 a combatre els rebels tal com se li havia demanat i va tornar a Albània l'11 de febrer de 1462.
La treva fou renovada 27 d'abril de l'any 1463. A l'estiu següent l'Imperi Otomà i Venècia van entrar en guerra i Skanderbeg va veure un nou aliat sòlid en els venecians amb els quals va pactar el 20 d'agost de 1463; tropes venecianes es van establir a Croia; aquesta traïció a la paraula donada va provocar els atacs otomans del 1464 i 1465 dirigits pel governador d'Ochri, Balaban. Skanderbeg va fer operacions de guerrilla; el cap Mois Dibra, que també s'havia revoltat, fou capturat i altres caps van ser també capturats o derrotats. El 1466 el sultà Mehmet II va marxar en persona contra el rebel. Va conquerir sis fortaleses (no s'esmenta el nom) i va construir una nova fortalesa, Elbasan, que asseguraria el control del país. Croia fou assetjada però Mehmet no va seguir al setge que va encarregar al governador Balaban. El desembre de 1466 Skanderbeg va anar a Itàlia a demanar ajut i es va presentar a Roma el dia 12 de desembre, el Papa li va entregar 5000 ducats i després va dirigir-se a Nàpols.
El 1467 va planejar atacar Elbasan però el sultà estava a l'aguait; va fer llavors atacs contra les forces del governador Balaban que bloquejava Croia. Mehmet va anar a la zona amb un fort exèrcit el juny de 1467 i va netejar la regió d'Elbasan i les muntanyes de Buzurshek al sud de la fortalesa. Llavors va atacar Durazzo i va enviar a Mahmud Pasha contra Shkodër, i va atacar també Croia, però sense poder iniciar un setge definitiu (juliol). Skanderbeg va fugir cap a la costa i es va refugiar a la fortalesa veneciana d'Alessio en la que va morir per causes naturals el 17 de gener de 1468.
Fins a la seva mort, l'any 1468, Skanderbeg defensà Albània des de la seva fortalesa i capital de Krujë del domini otomà. La seva germana Mamica l'ajudà en la defensa. Mamica morí poc després que Skanderbeg durant la lluita contra els otomans. Els otomans intentaren repetidament prendre el domini de Skanderbeg de la zona amb exèrcits nombrosos i assetjaren Krujë diverses vegades sense poder prendre mai aquesta plaça forta. No obstant això, les tropes albaneses eren massa febles per poder expulsar definitivament els otomans, per la qual cosa esperaven l'ajuda d'altres regnes europeus, fet que no es produí mai amb l'unica excepció de l'ajuda proporcionada per la corona d'Aragó.
Skanderbeg fou enterrat a una església de Lezhë, al nord d'Albània, el gener de l'any 1468 després de morir. El seu fill Gjon, de dotze anys, el succeí. Deu anys després de la mort de Skanderbeg, els otomans van acabar l'ocupació d'Albània i la van dominar durant més de 400 anys. Després d'això, l'església i la tomba on romanien les restes de Skanderbeg van ser destruïdes pels otomans. Molt otomans prengueren les restes de Skanderbeg i les empraren com a talismans. Avui en dia només es poden veure uns quants murs de l'església on fou enterrat Skanderbeg. Durant la dècada dels anys setanta del segle xx, es construí un memorial amb rèpliques del casc i de l'espasa de Skanderbeg. Els originals es troben al Kunsthistorische Museum de Viena.

## Influència en la cultura
Skanderbeg era conegut per tot Europa durant la seva vida. Fins i tot el Papa el distingí amb Athleta Chrisiti. La seva èpica lluita contra els otomans causà que fins a l'actualitat sigui considerat l'heroi d'Albània i ser el protagonista de nombrosos llibres, obres de teatre i fins i tot una òpera d'Antonio Vivaldi, moltes de les quals s'escriviren uns cent anys després de la seva mort. El Museu de Skanderbeg, situat a la fortalesa de Krujë, recull totes obres que tracten sobre la vida de Skanderbeg.

## Curiositats
No hi ha cap representació pictòrica que representi Skanderbeg tal com era realment. Tots els quadres del príncep albanès es basen en descripcions orals i van ser pintats després de la seva mort.
Les places principals de les ciutats de Tirana i Prishtina tenen el seu nom i estan decorades amb sengles estàtues eqüestres de l'heroi albanès.
Del 1944 al 1945 la 21a Divisió de Muntanya Waffen SS Skanderbeg formada principalment per albanesos dugué el nom de Skanderbeg.
L'equip de futbol de Krujë Krujë, en honor de Skanderbeg, s'anomena KF Kastrioti Krujë, tenint al seu escut la cara de l'heroi i anomenant-se el seu estadi Kastrioti.